# Kiyangkongrejo
Kiyangkongrejo is een bestuurslaag in het regentschap Purworejo van de provincie Midden-Java, Indonesië. Kiyangkongrejo telt 1300 inwoners (volkstelling 2010).